# آیاق قروند
آیاق قروند (به لاتین: Ayaq Qərvənd) یک منطقه مسکونی در جمهوری آذربایجان است که در شهرستان آق‌دام واقع شده است.